# Septentrinna retusa
Septentrinna retusa är en spindelart som först beskrevs av F. O. Pickard-Cambridge 1899.  Septentrinna retusa ingår i släktet Septentrinna och familjen flinkspindlar.
Artens utbredningsområde är Guatemala. Inga underarter finns listade i Catalogue of Life.